# Nucifraga
Nucifraga is een geslacht van zangvogels uit de familie van de kraaien (Corvidae).

## Soorten
Het geslacht omvat de volgende soorten:
- Nucifraga caryocatactes – Notenkraker
- Nucifraga columbiana – Grijze notenkraker
- Nucifraga hemispila – Zuidelijke notenkraker
- Nucifraga multipunctata – Himalayanotenkraker